# Gerry Morel
Pour les articles homonymes, voir Morel.
Gerry Morel (1907-1960)  fut, pendant la Seconde Guerre mondiale, un agent français du service secret britannique Special Operations Executive. Recruté par la section F, il fut envoyé en mission sur le terrain en France et assura la fonction d’officier d’opérations à son état-major à Londres.

## Éléments biographiques
Gérard Henri Morel naît le 21 août 1907 à Paris 8e.
Il est courtier d’assurances trilingue (français, anglais, portugais).
Pendant la guerre 1939-40, il appartient à la Mission Française de Liaison auprès de l’Armée britannique, au Mans. Dès sa libération, il veut rentrer en Angleterre pour reprendre ses activités de résistance. N’y parvenant pas, il se rend en Amérique du Sud, où sa femme possède des propriétés. Revenant à Lisbonne, il apprend que l’Armée britannique accepte sa demande d’engagement.
En Angleterre
Il obtient une place dans l’avion Lisbonne-Bristol, le 18 avril 1941. Sa femme le rejoint quelques jours plus tard, et servira dans la Croix-rouge américaine.
Il suit les cours d’élève-officier. Puis, par l’intermédiaire d’un ami, M. Cavendish-Bentinck, haut fonctionnaire du Foreign Office, il entre en relation avec le colonel Davis, du War Office, dans le but de pouvoir donner suite à son projet de retourner en France pour y recueillir des renseignements sur l’état d’esprit de la population et sur les réactions de l’opinion française, en tenant compte du fait que toute œuvre de résistance française à l’occupation ne peut, selon lui, être placée que sous l’égide du Maréchal Pétain et du général Weygand. Il s’agit de documenter et d’aiguiller la propagande britannique, en vue d’une action finale contre l’Allemagne. En outre, il veut créer un peu partout des noyaux de personnes ayant des sentiments pro-anglais et considérées comme sûres, le but essentiel de sa mission restant l’information. Enfin, il est chargé par un officier du War Office de faire part à deux châtelains du Périgord de l’arrivée en Angleterre du ressortissant britannique Weatherill, que tous deux avaient successivement hébergé et acheminé.
Mission
Définition de la mission : retrouver d’anciens amis et les amener à former des groupes de sabotage, en prévision d’actions futures soutenues par les Britanniques par la fourniture d’armes et d’argent.
Un Lysander le dépose dans la nuit du 4 au 5 septembre 1941, près de Châteauroux, où il se rend à pied.
Puis, en chemin de fer, sa mission l'amène successivement dans les villes suivantes :
• Toulouse • Ossun, où il voit son ami Pierre Auge • Tarbes • Lourdes • Périgueux • Plazac, où habite son frère • Grenoble • Laffrey, où il voit son ami Pierre Bickert • Solignac, où il veut voir M. de Renneville, qui a hébergé Weatherill • Limoges • Coussac • Marseille, où il voit M. Renneville • Sainte-Maxime, où il rencontre Mlle Dolman, avocat à la cour de Paris • Beaulieu • Cannes, pour y voir Cyrille Bagge, ancien camarade de la Mission de Liaison • Sainte-Maxime • Aix-en-Provence, où il cherche à rencontrer le père dominicain Lucas Helledans • Limoges • Coussac, pour voir M. de Bonneval • Limoges.
Le 3 octobre, il est arrêté à Limoges par la brigade de la Surveillance du Territoire, sur l’indication de la police spéciale locale. Parmi les nombreuses adresses découvertes dans ses papiers, la police retient particulièrement celle de Marcel Fleuret, garagiste, rue de la Couture à Châteauroux. Morel reconnaît que cette adresse lui a été indiquée comme boîte aux lettres à utiliser au cas où il aurait besoin de se mettre en rapport avec Londres. Dans cette éventualité, il devrait remettre à ce garage un pli au nom de « Monsieur Georges ».
Il est emmené à la prison de Périgueux, où il partage la cellule de George Langelaan. Avant son passage en procès, il se rend malade. On le transfère à l’hôpital de la prison de Limoges. Mi-janvier, il subit une opération de l’abdomen. Il parvient à s’évader le l’hôpital et veut se rendre à quelques kilomètres à l'est de Limoges, à Bas Soleil, la propriété de Philippe de Vomécourt. Il y parvient, après avoir titubé toute la nuit dans une tempête de neige. Philippe de Vomécourt l’oriente vers Virginia Hall « Germaine ». Il se rend à Lyon, où cette dernière l’accueille quelques jours pour qu’il se remette. Elle l’accompagne ensuite à Toulouse, et le transfère à une filière d’évasion par les Pyrénées, grâce à laquelle il pourra rentrer à Londres.
Fin mars 1943, il devient officier d’opérations à l’état-major de la section F, ce qu’il restera pendant un an et demi.
Mission KNACKER
Définition de la mission : Henri Déricourt étant soupçonné de trahison, l’opération consiste à le ramener  à Londres, au besoin par la force, pour pouvoir l’interroger.
Préparée depuis décembre 1943, l’opération est remise plusieurs fois en raison du mauvais temps. Elle a lieu finalement dans la nuit du 4 au 5 février 1944. C'est Morel qui est envoyé, bien qu'il soit officier d'état-major de la section F et que sa capture possible représente un risque considérable, compte tenu de sa connaissance de la section F. Henri Déricourt réussit à convaincre Morel de le laisser sur place : il rentrera à Londres quatre nuits plus tard.
Mission ÉTOILE
Gerry Morel participe à cette mission interalliée en Franche-Comté, avec Richard Broad et six autres équipiers. Ils atterrissent sur un terrain du réseau MARKSMAN de Richard Heslop.
Il meurt le 9 août 1960 à Plaisir, âgé de 52 ans.

## Identités
- Nom de naissance : Gérard Henri Morel
- Nom courant : Gerry Morel
- Nom de guerre « Paulot »[4].

Situation militaire au SOE. Grade : captain, puis major.

## Reconnaissance

### Distinctions
- Royaume-Uni : membre de l’Ordre de l’Empire britannique.
- France : Croix de guerre 1939-1945 avec palme, chevalier de la Légion d'honneur, Médaille de la Résistance